# Roxana
Roxana (tiếng Ba Tư: Rauxana, nghĩa là " ngôi sao nhỏ") đôi khi gọi là Roxane, là một quý tộc Bactria và là một người vợ của Alexandros Đại đế. Bà được sinh ra trước năm 343 trước Công nguyên, mặc dù ngày tháng chính xác vẫn chưa chắc chắn.
Bà là con gái của Oxyartes của Bactra (Balkh) ở Bactria (sau đó là đế chế Achaemenes Ba Tư, bây giờ là miền Bắc Afghanistan, đông Iran, Uzbekistan và Tajikistan), và kết hôn với Alexandros ở tuổi 16 sau khi ông viếng thăm pháo đài Tảng đá của Sogdian. Balkh là tỉnh cuối cùng của Đế quốc Ba Tư mà Alexandros chinh phục. Nguồn cổ mô tả tình yêu của Alexandros dành cho Roxana. Bà đã đi cùng ông trong chiến dịch của ông ở Pakistan và Ấn Độ năm 326 trước Công nguyên phía Bắc. Bà đã mang thai người con trai của ông được gọi là Alexandros IV Aegos, sau cái chết đột ngột của Alexandros tại Babylon năm 323 trước Công nguyên.
Sau cái chết của Alexandros, Roxana và con trai đã trở thành nạn nhân của những mưu đồ chính trị dẫn đến sự sụp đổ đế quốc của Alexandros. Roxana đã sát hại hai người vợ khác của Alexandros, Stateira II, cũng như người em của Stateira, Drypteis (Pl. Alex. 77,4) hoặc Parysatis II (vợ thứ ba của Alexandros). Roxana và con trai đã được bảo vệ bởi mẹ của Alexandros, Olympias, ở Macedonia, nhưng bị ám sát năm 316 trước Công nguyên theo lệnh của Kassandros để chiếm đoạt ngai vàng. Khi biết được Alexandros IV Aegos sẽ là người thừa kế hợp pháp của đế quốc Alexandria, Kassandros đã ra lệnh ám sát hoàng tử và Roxana khoảng năm 310 trước Công nguyên.

## Tiểu thuyết lịch sử
- Roxana is one of the main characters in The Romance of Alexander and Roxana by Marshall Monroe Kirkman, 1909, reprinted 2010, ISBN 978-1-160-01995-8.
- Roxana appears as one of the characters in A Conspiracy of Women by Aubrey Menen, 1965.
- Roxana appears as one of the minor characters in Persian Boy by Mary Renault, 1972, ISBN 0-394-48191-7. Renault uses the spelling Roxane.
- Roxana appears as one of the characters in Funeral Games by Mary Renault, 1981, ISBN 0-394-52068-8. Renault uses the spelling Roxane.
- Roxana appears as one of the characters in Alexander: The Ends of the Earth by Valerio Massimo Manfredi, 2002, ISBN 978-0-7434-3438-6.
- Roxana is the main character in Roxana Romance by A. J. Cave, 2008, Hardcover ISBN 978-0-9802061-0-4, eBook ISBN 978-0-9802061-1-1.